# Quercus treubiana
Quercus treubiana — вид рослин з родини букових (Fagaceae), поширений у Малайзії й Індонезії.

## Опис
Це дерево понад 20, може досягати 30 метрів заввишки, при стовбурі до 60 см в діаметрі. Кора розщеплена на прямокутні пластини. Гілочки спочатку густо запушені простими коричневими волосками, потім голі, з сочевицями. Листки тонкі, вузько-ланцетні, 5–11 × 1–3 см; верхівка від гострої до загостреної; основа ослаблена, гостра, іноді асиметрична; край цілий або віддалено дрібно зазубрений на верхівковій половині; верх без волосся; низ запушений дрібними простими волосками; ніжка 1–2 см. Чоловічі сережки 3 см, густо запушені. Жіночі суцвіття 1.5–3 см завдовжки, з 1–3 квітками. Жолуді коротко-циліндричні, яйцеподібні або майже кулясті, 2–3 см завдовжки й 1–2 см ушир; чашечка вкриває 1/3 або 1/2 горіха, з 10–12 хвилястими концентричними кільцями; дозрівають у липні — серпні.

## Середовище проживання
Поширення: Індонезія (Калімантан); Малайзія (Сабах, Саравак). Росте на висотах до 2200 метрів, у тропічних гірських лісах на острові Борнео і, можливо, на Суматрі.

## Використання
Як правило, види Quercus використовуються як незначні породи деревини на Борнео.

## Загрози
Тропічні ліси Борнео сильно піддаються втратам і перетворенню земель для насаджень промислової олійної пальми (Elaeis guineenis), акації та каучукових дерев (Hevea brasiliensis).